# Бен-Гілл (округ, Джорджія)
Шаблон:StateAbbr_ 31°46′ пн. ш. 83°13′ зх. д. / 31.76° пн. ш. 83.22° зх. д.
Округ  Бен-Гілл (англ. Ben Hill County) — округ (графство) у штаті  Джорджія, США. Ідентифікатор округу 13017.

## Історія
Округ утворений 1906 року.

## Демографія
За даними перепису 
2000 року 
загальне населення округу становило 17484 осіб, зокрема міського населення було 11242, а сільського — 6242.
Серед мешканців округу чоловіків було 8369, а жінок — 9115. В окрузі було 6673 домогосподарства, 4629 родин, які мешкали в 7623 будинках.
Середній розмір родини становив 3,09.
Віковий розподіл населення поданий у таблиці:
| Стать    | До 15 років | 15-21 | 22-29 | 30-39 | 40-49 | 50-65 | 65-85 | Понад 85 |
| -------- | ----------- | ----- | ----- | ----- | ----- | ----- | ----- | -------- |
| Чоловіки | 2007        | 963   | 928   | 1108  | 1203  | 1287  | 779   | 94       |
| Жінки    | 1950        | 928   | 886   | 1197  | 1287  | 1412  | 1216  | 239      |

## Суміжні округи
- Вілкокс - північ
- Телфер - північний схід
- Коффі - схід
- Ірвін - південь
- Тернер - захід

## Виноски
1. ↑  U.S. Decennial Census. United States Census Bureau. Архів оригіналу за 26 квітня 2015. Процитовано 18 червня 2014.
2. ↑  Historical Census Browser. University of Virginia Library. Архів оригіналу за 11 серпня 2012. Процитовано 18 червня 2014.
3. ↑  Population of Counties by Decennial Census: 1900 to 1990. United States Census Bureau. Архів оригіналу за 2 лютого 2019. Процитовано 18 червня 2014.
4. ↑  Census 2000 PHC-T-4. Ranking Tables for Counties: 1990 and 2000 (PDF). United States Census Bureau. Архів оригіналу (PDF) за 18 грудня 2014. Процитовано 18 червня 2014.
5. ↑  State & County QuickFacts. United States Census Bureau. Архів оригіналу за 7 липня 2011. Процитовано 18 червня 2014. [Архівовано 2011-06-07 у Wayback Machine.](англ.) Наведено за англійською вікіпедією.
6. ↑  American FactFinder. Бюро перепису населення США. Архів оригіналу за 26 лютого 2012. Процитовано 31 січня 2008. [Архівовано 2008-05-21 у Wayback Machine.]

| США | Це незавершена стаття з географії США. Ви можете допомогти проєкту, виправивши або дописавши її. |